# Dzierążnia (Lublin)
Pour les articles homonymes, voir Dzierążnia.
Dzierążnia (prononciation [d͡ʑeˈrɔ̃ʐɲa]) est un village de la gmina de Krynice, du powiat de Tomaszów Lubelski, dans la voïvodie de Lublin, situé dans l'est de la Pologne.
Il se situe à environ 14 kilomètres au nord de Tomaszów Lubelski (siège du powiat) et 98 kilomètres au sud-est de Lublin (capitale de la voïvodie).
Le village compte approximativement une population de 430 habitants.

## Administration
De 1975 à 1998, le village est attaché administrativement à l'ancienne voïvodie de Zamość.

Depuis 1999, il fait partie de la nouvelle voïvodie de Lublin.